# Nationalpartiet
 Ikke at forveksle med Nationalpartiet Danmark.
Nationalpartiet er et dansk politisk parti. Det blev stiftet i 2014 af de tre dansk-pakistanske brødre Aamer, Asif og Kashif Ahmad som en modreaktion på "den højredrejning, som flere partier har taget på udlændingeområdet". Partiets primære mærkesager er værdipolitiske (især på udlændingeområdet) og velfærd.
Pr. oktober 2018 havde partiet indsamlet 1798 af de påkrævede 20.109 vælgererklæringer.

## Historie
Nationalpartiet blev stiftet den 16. oktober 2014 af de tre dansk-pakistanske brødre Aamer, Asif og Kashif Ahmad som en modreaktion på "den højredrejning, som flere partier har taget på udlændingeområdet". I forvejen sad Kashif Ahmad som byrådsmedlem i Hvidovre, han blev også valgt som partiets formand ved stiftelsen.

### Yahya Hassans kandidatur
Den 7. april 2015 klokken 14:00 offentliggjorde partiet, at den dansk-palæstinensiske digter Yahya Hassan ville opstille som folketingskandidat, hvis partiet bliver opstillingsberettiget. Nyheden skabte en del medieopmærksomhed, og kl. 9:41 dagen efter kunne partiet meddele, at det havde modtaget flere end de nødvendige 20.260 vælgererklæringer – en stigning på over 5.000 erklæringer på et døgn – som dog stadig skulle behandles og kontrolleres af de offentlige myndigheder.
Reaktionerne på nyheden om Yahya Hassans indtog i dansk politik var overvejende skeptiske.
Pia Kjærsgaard udtalte sig om hans kandidatur: "Min første reaktion er, at det er stærkt underholdende. Politik udvikler sig mere og mere i den retning, og engang imellem kan man godt beklage det. Men indtil videre har jeg tænkt mig at trække på smilebåndet af det og sige "nå for søren, så må vi jo se, hvordan det går"". Berlingskes politiske kommentator Thomas Larsen vurderede, at det ville blive "meget svært for [Hassan] at få transformeret sig fra ... at være digter til at være politiker og skifte fra poesi til politik". Larsen mente også, at en del vælgere "simpelthen ville have svært ved at tage ham alvorligt som politiker, når man ser på hans baggrund ..." Valgforsker Robert Klemmesen, professor ved Institut for Statskundskab på Syddansk Universitet, udtalte i medierne, at det selv med Hassans kandidatur ville blive svært for Nationalpartiet at opnå de krævede godkendte vælgererklæringer for at kunne blive opstillingsberettigede til folketingsvalg i tide: "Det kommer jo selvfølgelig først og fremmest an på, hvornår valget kommer. Kommer det i maj, er det ikke muligt for Nationalpartiet at få samlet nok vælgererklæringer, som jeg ser det. ... Mit bud er, at Nationalpartiet ikke når det til den her omgang. De har levet en ret stille tilværelse, og det er altid skidt, når man skal samle 21.000 underskrifter".
En artikel i Berlingske fokuserede desuden på Grundlovens § 30 stk. 1, som giver Folketingets medlemmer mulighed for at stemme en "uværdig" folkevalgt ud og vurderede, at dette er en risiko for Hassan, da han i marts 2015 modtog en voldsdom på fire måneders betinget fængsel for et knytnæveslag under en bytur i Aarhus i 2014. Endelig gav en artikel i Ekstra Bladet udtryk for, at Nationalpartiet satser alt med beslutningen om at lade Hassan opstille.

### Folketingsvalget 2015
Nationalpartiet nåede ikke at blive opstillingsberettiget til folketingsvalget den 18. juni 2015. I stedet opstillede partiet løsgængere i fem storkredse, og løsgængerne fik følgende antal stemmer:
| Navn         | Antal stemmer | Valgkreds                   |
| ------------ | ------------- | --------------------------- |
| Yahya Hassan | 904           | Østjyllands Storkreds       |
| Kashif Ahmad | 708           | Københavns Storkreds        |
| Asif Ahmad   | 405           | Københavns Omegns Storkreds |
| Aamer Ahmad  | 136           | Sjællands Storkreds         |
| Aleks Jensen | 68            | Nordsjællands Storkreds     |

Desuden varslede partiet, at det ville opstille Noura Bendali i Fyns Storkreds og Anna Møbjerg i Sydjyllands Storkreds. Disse kandidater nåede dog ikke at indsamle stillere.

### Eksklusion af Yahya Hassan
9. februar 2016 blev Yahya Hassan ekskluderet fra Nationalpartiet, efter han var blevet anholdt igen. Yahya Hassan var denne gang blevet anholdt for narkokørsel. Han var således medlem af partiet i ca. 10 måneder.

### Formandsskifte
I januar 2019 forlod Kashif Ahmad partiet til fordel for Alternativet, og hans bror Asif overtog formandsposten.

## Politik
Nationalpartiet vil afskaffe 24-års-reglen og tilknytningskravet og er desuden imod forbud mod religiøse symboler. Desuden vil partiet revurdere skolereformen, sikre "flere varme hænder" i sundhedsvæsnet, afbureaukratisere den offentlige sektor og skabe mere tillid til offentlige ansatte.
To dage efter offentliggørelsen af sin opstilling som folketingskandidat for Nationalpartiet gav Yahya Hassan udtryk for et ønske om en privatisering af flygtningestrømmen: "Flygtningestrømmen skal privatiseres for alvor. Borgere skal have mulighed for at leje værelser ud til flygtninge. Det skal forbedre integrationen og omsætningen i lokalsamfundene, der halter efter ... borgerne kan få et bedre indtryk af, hvad det vil sige at være flygtning. Mens flygtninge får en fornemmelse af, hvad det vil sige at bo i nationen Danmark."
Yahya Hassan støttede endvidere Palæstina i konflikten mellem Israel og Palæstina. Han var kritiker af Israel og afviste desuden idéen om en tostatsløsning. Nationalpartiet har ikke givet en formel udmelding om sin holdning til konflikten, men reagerede på en kronik af Dan Harder, som kritiserede Hassans udtalelser ved pressemødet om sit folketingskandidatur ved at kalde dansk politik på det værdi- og udenrigspolitiske område i de sidste 20 år "præget af hjernevask" og ved at kalde Dan Harders kronik en fordejelse og manipulation af ord.